# Vingt-sixième circonscription de Paris de 1958 à 1986
De 1958 à 1986, la vingt-sixième circonscription législative de Paris recouvrait la partie du quartier de Clignancourt à l'ouest des boulevards Barbès et Ornano, dans le 18e arrondissement de la capitale. Cette délimitation s'est appliquée aux sept premières législatures de la Cinquième République française. De 1958 à 1967, elle se confond avec la 26e circonscription de la Seine.

## Députés élus
| Législature | Début de mandat | Fin de mandat  | Député élu       |  | Parti politique | Observations                                                       |
| ----------- | --------------- | -------------- | ---------------- |  | --------------- | ------------------------------------------------------------------ |
| Ire         | 9 décembre 1958 | 9 octobre 1962 | Joël Le Tac      |  | UNR             | mandat écourté à la suite d'une dissolution du général de Gaulle   |
| IIe         | 6 décembre 1962 | 2 avril 1967   | Joël Le Tac      |  | UNR             |                                                                    |
| IIIe        | 3 avril 1967    | 30 mai 1968    | Joël Le Tac      |  | UD-Ve           | mandat écourté à la suite d'une dissolution du général de Gaulle   |
| IVe         | 11 juillet 1968 | 1er avril 1973 | Joël Le Tac      |  | UDR             |                                                                    |
| Ve          | 2 avril 1973    | 2 avril 1978   | Joël Le Tac      |  | UDR             |                                                                    |
| VIe         | 3 avril 1978    | 22 mai 1981    | Joël Le Tac      |  | RPR             | mandat écourté à la suite d'une dissolution de François Mitterrand |
| VIIe        | 2 juillet 1981  | 1er avril 1986 | Bertrand Delanoë |  | PS              |                                                                    |

En 1985, le président de la République François Mitterrand changea le mode de scrutin des députés en établissant le scrutin proportionnel par département. Le nombre de députés du département de Paris fut ramené de 31 à 21 et les circonscriptions furent supprimées au profit du département.

## Évolution de la circonscription
En 1986, cette circonscription est totalement intégrée, avec une partie de l'ancienne vingt-cinquième circonscription et une partie de l'ancienne vingt-septième circonscription, dans la nouvelle « dix-huitième circonscription ».

### Élections de 1958
| Candidat       | Candidat        | Parti                     | Premier tour | Premier tour | Second tour | Second tour |  |
| Candidat       | Candidat        | Parti                     | Voix         | %            | Voix        | %           |  |
| -------------- | --------------- | ------------------------- | ------------ | ------------ | ----------- | ----------- |  |
|                | Joël Le Tac élu | UNR                       | 10 304       | 25,46        | 27 838      | 71,65       |  |
|                | André Soubiran  | CR                        | 9 474        | 23,41        | 584         | 1,5         |  |
|                | Camille Denis   | PCF                       | 8 771        | 21,67        | 10 429      | 26,84       |  |
|                | Gaston Gévaudan | SFIO                      | 5 233        | 12,93        | Retrait     | Retrait     |  |
|                | Louis Moreau    | CNIP                      | 2 468        | 6,1          | Retrait     | Retrait     |  |
|                | André Jouy      | CRR                       | 1 930        | 4,77         |             |             |  |
|                | Guy Ribeaud     | Divers droite (Gaulliste) | 1 850        | 4,57         |             |             |  |
|                | Louis Brier     | UFF                       | 446          | 1,1          |             |             |  |
|                |                 |                           |              |              |             |             |  |
| Inscrits       | Inscrits        | Inscrits                  | 52 680       | 100,00       | 52 632      | 100,00      |  |
| Abstentions    | Abstentions     | Abstentions               | 11 231       | 21,32        | 12 593      | 23,93       |  |
| Votants        | Votants         | Votants                   | 41 449       | 78,68        | 40 039      | 76,07       |  |
| Blancs et nuls | Blancs et nuls  | Blancs et nuls            | 973          | 2,35         | 1 188       | 2,97        |  |
| Exprimés       | Exprimés        | Exprimés                  | 40 476       | 97,65        | 38 851      | 97,03       |  |

Le suppléant de Joël Le Tac était André Lacaze, journaliste.

### Élections de 1962
| Candidat       | Candidat                  | Parti                     | Premier tour | Premier tour | Second tour | Second tour |  |
| Candidat       | Candidat                  | Parti                     | Voix         | %            | Voix        | %           |  |
| -------------- | ------------------------- | ------------------------- | ------------ | ------------ | ----------- | ----------- |  |
|                | Joël Le Tac sortant réélu | UNR-UDT                   | 14 591       | 45,6         | 18 864      | 61,22       |  |
|                | Odile Arrighi             | PCF                       | 7 831        | 24,47        | 11 871      | 38,52       |  |
|                | René Thomas               | CNIP                      | 5 042        | 15,76        | 80          | 0,26        |  |
|                | Gaston Gévaudan           | SFIO                      | 3 901        | 12,19        | Retrait     | Retrait     |  |
|                | Marcel Prévot             | Divers droite (Gaulliste) | 632          | 1,98         |             |             |  |
|                |                           |                           |              |              |             |             |  |
| Inscrits       | Inscrits                  | Inscrits                  | 48 399       | 100,00       | 48 399      | 100,00      |  |
| Abstentions    | Abstentions               | Abstentions               | 15 746       | 32,53        | 15 423      | 31,87       |  |
| Votants        | Votants                   | Votants                   | 32 653       | 67,47        | 32 976      | 68,13       |  |
| Blancs et nuls | Blancs et nuls            | Blancs et nuls            | 656          | 2,01         | 2 161       | 6,55        |  |
| Exprimés       | Exprimés                  | Exprimés                  | 31 997       | 97,99        | 30 815      | 93,45       |  |

La suppléante de Joël Le Tac était Georgette Auburtin.

### Élections de 1967
| Candidat       | Candidat                  | Parti                     | Premier tour | Premier tour | Second tour | Second tour |  |
| Candidat       | Candidat                  | Parti                     | Voix         | %            | Voix        | %           |  |
| -------------- | ------------------------- | ------------------------- | ------------ | ------------ | ----------- | ----------- |  |
|                | Joël Le Tac sortant réélu | UD-Ve                     | 14 403       | 42,15        | 17 309      | 54,39       |  |
|                | Jean Wlos                 | PCF                       | 8 343        | 24,41        | 14 515      | 45,61       |  |
|                | Gaston Gévaudan           | FGDS (SFIO)               | 6 060        | 17,73        | Retrait     | Retrait     |  |
|                | Jean Nadd                 | CD (PDM)                  | 4 504        | 13,18        | Retrait     | Retrait     |  |
|                | Roger Péronnet            | Divers droite (Gaulliste) | 862          | 2,52         |             |             |  |
|                |                           |                           |              |              |             |             |  |
| Inscrits       | Inscrits                  | Inscrits                  | 44 044       | 100,00       | 44 044      | 100,00      |  |
| Abstentions    | Abstentions               | Abstentions               | 9 231        | 20,96        | 10 662      | 24,21       |  |
| Votants        | Votants                   | Votants                   | 34 813       | 79,04        | 33 382      | 75,79       |  |
| Blancs et nuls | Blancs et nuls            | Blancs et nuls            | 641          | 1,84         | 1 558       | 4,67        |  |
| Exprimés       | Exprimés                  | Exprimés                  | 34 172       | 98,16        | 31 824      | 95,33       |  |

André Lacaze, journaliste, rédacteur en chef de Paris Match était le suppléant de Joël Le Tac.

### Élections de 1968
|                | Joël Le Tac sortant réélu | UDR (URP)      | 15 966 | 51,37  |  |  |  |
|                | Jean Wlos                 | PCF            | 6 208  | 19,97  |  |  |  |
|                | Pierre Seince             | FGDS (SFIO)    | 4 372  | 14,07  |  |  |  |
|                | Tony Dreyfus              | PSU            | 2 327  | 7,49   |  |  |  |
|                | Philippe Proniewski       | MPR            | 1 329  | 4,28   |  |  |  |
|                | René Bocquet              | TD             | 877    | 2,82   |  |  |  |
|                |                           |                |        |        |  |  |  |
| Inscrits       | Inscrits                  | Inscrits       | 41 817 | 100,00 |  |  |  |
| Abstentions    | Abstentions               | Abstentions    | 10 273 | 24,57  |  |  |  |
| Votants        | Votants                   | Votants        | 31 544 | 75,43  |  |  |  |
| Blancs et nuls | Blancs et nuls            | Blancs et nuls | 465    | 1,47   |  |  |  |
| Exprimés       | Exprimés                  | Exprimés       | 31 079 | 98,53  |  |  |  |

André Lacaze était le suppléant de Joël Le Tac.

### Élections de 1973
| Candidat       | Candidat                  | Parti          | Premier tour | Premier tour | Second tour | Second tour |  |
| Candidat       | Candidat                  | Parti          | Voix         | %            | Voix        | %           |  |
| -------------- | ------------------------- | -------------- | ------------ | ------------ | ----------- | ----------- |  |
|                | Joël Le Tac sortant réélu | UDR (URP)      | 10 894       | 37,44        | 15 567      | 56,47       |  |
|                | Jean Wlos                 | PCF            | 5 888        | 20,23        | 11 987      | 43,48       |  |
|                | Daniel Mayer              | PS (UGSD)      | 5 392        | 18,53        | Retrait     | Retrait     |  |
|                | Louis-Stanislas Moreau    | CNIP (MR)      | 4 575        | 15,72        | 12          | 0,04        |  |
|                | Pierre Parys              | PSU            | 888          | 3,05         |             |             |  |
|                | Lucien Boër               | FN             | 742          | 2,55         |             |             |  |
|                | Arlette Laguiller         | LO             | 721          | 2,48         |             |             |  |
|                |                           |                |              |              |             |             |  |
| Inscrits       | Inscrits                  | Inscrits       | 37 463       | 100,00       | 37 462      | 100,00      |  |
| Abstentions    | Abstentions               | Abstentions    | 7 923        | 21,15        | 8 354       | 22,3        |  |
| Votants        | Votants                   | Votants        | 29 540       | 78,85        | 29 108      | 77,7        |  |
| Blancs et nuls | Blancs et nuls            | Blancs et nuls | 440          | 1,49         | 1 542       | 5,3         |  |
| Exprimés       | Exprimés                  | Exprimés       | 29 100       | 98,51        | 27 566      | 94,7        |  |

Andrée Martin, professeur de droit, membre du CDP était la suppléante de Joël Le Tac.

### Élections de 1978
| Candidat       | Candidat                   | Parti                   | Premier tour | Premier tour | Second tour | Second tour |  |
| Candidat       | Candidat                   | Parti                   | Voix         | %            | Voix        | %           |  |
| -------------- | -------------------------- | ----------------------- | ------------ | ------------ | ----------- | ----------- |  |
|                | Joël Le Tac sortant réélu  | RPR                     | 10 536       | 37,19        | 15 921      | 55,62       |  |
|                | Lionel Jospin              | PS                      | 5 945        | 20,98        | 12 705      | 44,38       |  |
|                | Henri Malberg              | PCF                     | 4 966        | 17,53        | Retrait     | Retrait     |  |
|                | Jean-Pierre Bouvier        | UDF (CDS)               | 1 759        | 6,21         |             |             |  |
|                | Denise Petit-Moreau        | Divers droite (Maj.)    | 1 285        | 4,54         |             |             |  |
|                | Maximilienne Levet-Gautrat | Écologie 78             | 1 244        | 4,39         |             |             |  |
|                | Josette Sénécot            | PSU (FA)                | 464          | 1,64         |             |             |  |
|                | Geneviève Joffet           | Divers gauche (Choisir) | 318          | 1,12         |             |             |  |
|                | Bernard Romeder            | LCR (PSPT)              | 288          | 1,02         |             |             |  |
|                | Michel Queste              | MDD                     | 240          | 0,85         |             |             |  |
|                | Dominique Gaser            | LO                      | 230          | 0,81         |             |             |  |
|                | François Cabanas           | FN                      | 228          | 0,8          |             |             |  |
|                | Marcel Marchadier          | Divers droite (UNMP)    | 201          | 0,71         |             |             |  |
|                | Alain Noël                 | PFN                     | 200          | 0,71         |             |             |  |
|                | Louis Vilars               | Divers droite (RUC)     | 199          | 0,7          |             |             |  |
|                | Jacques Veissid            | Sans étiquette          | 197          | 0,7          |             |             |  |
|                | Daniel Youssouf Chotia     | FRP                     | 31           | 0,11         |             |             |  |
|                |                            |                         |              |              |             |             |  |
| Inscrits       | Inscrits                   | Inscrits                | 36 935       | 100,00       | 36 935      | 100,00      |  |
| Abstentions    | Abstentions                | Abstentions             | 8 270        | 22,39        | 7 718       | 20,9        |  |
| Votants        | Votants                    | Votants                 | 28 665       | 77,61        | 29 217      | 79,1        |  |
| Blancs et nuls | Blancs et nuls             | Blancs et nuls          | 334          | 1,17         | 591         | 2,02        |  |
| Exprimés       | Exprimés                   | Exprimés                | 28 331       | 98,83        | 28 626      | 97,98       |  |

Claude-André Debrion, conseiller de Paris était le suppléant de Joël Le Tac.

### Élections de 1981
| Candidat       | Candidat             | Parti          | Premier tour | Premier tour | Second tour | Second tour |  |
| Candidat       | Candidat             | Parti          | Voix         | %            | Voix        | %           |  |
| -------------- | -------------------- | -------------- | ------------ | ------------ | ----------- | ----------- |  |
|                | Bertrand Delanoë élu | PS             | 7 589        | 35,51        | 11 772      | 53,55       |  |
|                | Joël Le Tac sortant  | RPR            | 4 515        | 21,12        | 10 210      | 46,45       |  |
|                | Yves Verwaerde       | UDF (PR)       | 4 468        | 20,91        | Retrait     | Retrait     |  |
|                | Noëlle Guilbon       | PCF            | 2 064        | 9,66         |             |             |  |
|                | Joël Boeuf           | Divers droite  | 724          | 3,39         |             |             |  |
|                | Gabriel Amoros       | diss. RPR      | 620          | 2,90         |             |             |  |
|                | Yves Guéné           | MÉP            | 532          | 2,49         |             |             |  |
|                | Charles Cimerman     | PSU            | 332          | 1,55         |             |             |  |
|                | Pierre Brifaut       | FN             | 328          | 1,53         |             |             |  |
|                | Jean-Marie Benito    | LO             | 198          | 0,92         |             |             |  |
|                | Danielle Brisson     | PFN            | 1            | 0,00         |             |             |  |
|                |                      |                |              |              |             |             |  |
| Inscrits       | Inscrits             | Inscrits       | 34 376       | 100,00       | 34 376      | 100,00      |  |
| Abstentions    | Abstentions          | Abstentions    | 12 752       | 37,1         | 11 575      | 33,67       |  |
| Votants        | Votants              | Votants        | 21 624       | 62,9         | 22 801      | 66,33       |  |
| Blancs et nuls | Blancs et nuls       | Blancs et nuls | 253          | 1,17         | 819         | 3,59        |  |
| Exprimés       | Exprimés             | Exprimés       | 21 371       | 98,83        | 21 982      | 96,41       |  |

Alain Davezac était le suppléant de Bertrand Delanoë.